# Kennedy Stewart

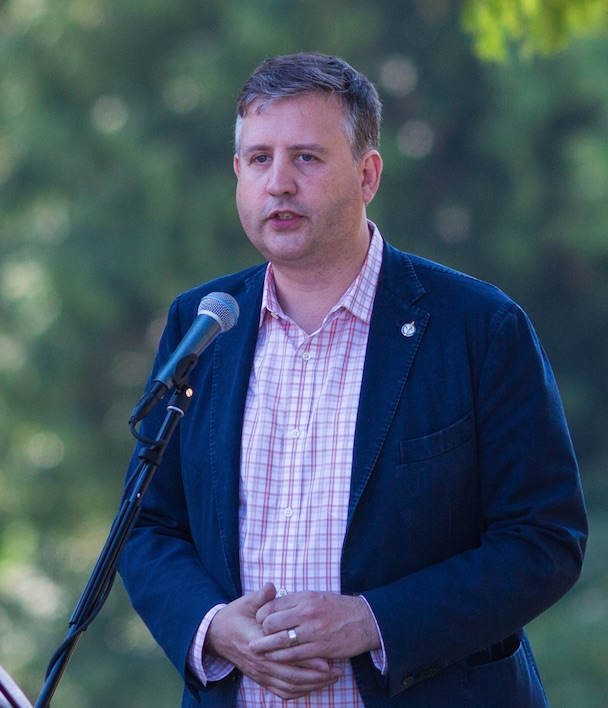
Kennedy Stewart, 2014

Edward Charles Kennedy Stewart (* 8. November 1966 in Halifax) ist ein kanadischer Politiker und Professor. Von 2018 bis 2022 war er Bürgermeister von Vancouver. Zwischen 2011 und 2018 war er Abgeordneter des Unterhauses.

## Frühes Leben
Stewart wurde 1966 in Halifax, Nova Scotia, geboren und wuchs in Wolfville, Nova Scotia, auf. Er erwarb seinen Bachelor-Abschluss in Geschichte an der Acadia University.
1988 zog er nach Burnaby, British Columbia. Im Jahr 1995 erhielt Stewart seinen Master-Abschluss in Politikwissenschaft von der Simon Fraser University und seinen Ph.D. im Jahr 2003. in Regierung von der London School of Economics.

## Föderale Politik
Bei der Kanadische Unterhauswahl 2004 war Stewart Kandidat der Neue Demokratische Partei im Wahlkreis Vancouver Mitte. Er belegte den zweiten Platz hinter der amtierenden Liberalen Hedy Fry.
Im Februar 2011 gewann Stewart die Nominierung der Neue Demokratische Partei für den Wahlkreis Burnaby–Douglas für die Wahl später im Jahr. Bei der Nominierung besiegte er den Schriftsteller Alnoor Gova und den ehemaligen Stadtrat von North Vancouver, Sam Schechter. Bei der Kanadische Unterhauswahl 2011 im Mai wurde er mit 20.943 Stimmen (42,99 %) gewählt.
Im Jahr 2012 übernahm Stewart die Führung der Wissenschafts- und Technologiepolitik seiner Partei. Im Unterhaus lehnte er die Kürzungen der konservativen Regierung bei der Volkszählung und der wissenschaftlichen Forschung ab.
Im Jahr 2013 organisierte er in seinem Wahlkreis Widerstand gegen eine geplante Bitumenpipeline. Er argumentierte, dass die Pipeline den Wert lokaler Häuser senken und die Ökologie des Burrard Inlet gefährden würde.
Im Jahr 2014 verabschiedete er erfolgreich ein Gesetz, das das Parlament dazu verpflichtete, elektronische Petitionen zu prüfen und zu beantworten.
Bei der Kanadischen Unterhauswahl 2015 wurde Stewart im neuen Wahlkreis Burnaby Süd wiedergewählt.
Am 23. März 2018 wurde Stewart bei einem Demonstration gegen die Trans-Mountain-Pipeline zusammen mit der Vorsitzenden der Grünen Partei Kanadas, Elizabeth May, festgenommen. Für den Vorfall wurde ihm eine Geldstrafe von 500 Kanadischer-Dollar auferlegt.

## Bürgermeister von Vancouver
Am 10. Mai 2018 gab Stewart bekannt, dass er von Unterhaus zurücktreten werde, um für das Amt des Bürgermeisters von Vancouver kandidieren zu können. Im Wahlkampf um das Bürgermeisteramt versprach er, gegen Korruption vorzugehen, den Sozialer Wohnungsbau auszubauen und das wachsende Drogenproblem der Stadt zu bekämpfen. Am 20. Oktober 2018 wurde er zum Bürgermeister gewählt. Er besiegte den Geschäftsmann Ken Sim und drei weitere prominente Kandidaten.
Im Juli 2019 startete die Stadt eine neue Strategie zur Reduzierung von Drogenüberdosierungen.
Im August 2019 handelte die Stadt Vancouver mit der Bundesregierung ein Darlehen in Höhe von 184 Millionen Kanadischer-Dollar aus, um bezahlbaren Wohnraum auf stadteigenem Gelände zu bauen.
Im November 2019 stimmten Stewart und der Stadtrat für eine Erhöhung der Steuern auf leer stehende Wohneinheiten.
Im Jahr 2022 unterzeichnete Stewart eine Vereinbarung zur Erweiterung des SkyTrain Vancouver.
Stewart wurde bei der Wahl 2022 nicht wiedergewählt.
Im Januar 2023 kehrte Stewart an die Simon Fraser University zurück, um Regierung zu unterrichten. Seine Frau unterrichtet Politikwissenschaft am Douglas College.

## Werke
- Decrim: How We Decriminalized Drugs in British Columbia, Harbour Publishing, Pender Harbour 2023, ISBN 978-1990776304.
- (mit C. Richard Tindall, Susan Tindall und Patrick Smith) Local Government in Canada, Nelson College, 2012, ISBN 978-0176503963.